# Vito Taccone
Vito Taccone (* 6. Mai 1940 in Avezzano; † 15. Oktober 2007 ebenda) war ein italienischer Radrennfahrer.

## Werdegang
Mit dem Radsport begann er 1953. Sein erstes Rennrad kaufte er vom Lohn als Lehrling in einer Bäckerei. Taccone der 1961 Profi wurde und erhielt wegen seiner Qualitäten als Kletterer und wegen seines ungestümen Charakters „il camoscio d'Abruzzo“ – die Gämse der Abruzzen – genannt.
In seinem ersten Jahr als Beuifsfahrer gewann Tacconi eine Etappe und die Bergwertung des Giro d’Italia und die Lombardei-Rundfahrt. Den Giro d’Italia 1964 beendete er als Sechster. Beim Giro d’Italia 1963 gewann er fünf Etappen, wurde Gesamtvierter und wiederholte seinen Gewinn der Bergwertung. 1964 gewann er eine Etappe, konnte die Rundfahrt aber nicht beenden. Beim Giro d’Italia 1965 wurde er wiederum Gesamtsechster und Giro d’Italia 1966 nach einem Etappensieg Neunter.
1964 wurde er bei seiner einzigen Tour-de-France-Teilnahme beschuldigt, durch seinen verwirrenden Fahrstil Stürze verursacht zu haben. In der Folge weigerte er sich, an der Tour de France teilzunehmen.
Nach dem Ende seiner Karriere als Sportler am Saisonende 1970 blieb er als Händler für sportliche Bekleidung ein angesehener Geschäftsmann seiner Heimatregion und kandidierte zweimal auf lokaler Ebene für den Partito Repubblicano Italiano.
Im Juni 2007 war er jedoch in einen Skandal verwickelt, bei dem einer Gruppe von zwölf Personen der Vertrieb gefälschter oder gestohlener Markenartikel vorgeworfen wurde. Vito Taccone starb im Oktober 2007 in seinem Haus in Avezzano an den Folgen eines Infarkts, was sein Sohn auf den durch den Skandal ausgelösten Stress zurückführte.

## Erfolge (Auswahl)
1961
- eine Etappe und Bergwertung Giro d’Italia
- Lombardei-Rundfahrt

1962
- Piemont-Rundfahrt

1963
- fünf Etappen und Bergwertung Giro d’Italia
- Giro di Toscana

1964
- Giro di Campania
- eine Etappe Giro d’Italia

1965
- Mailand–Turin

1966
- eine Etappe Giro d’Italia
- Trofeo Matteotti